# Lehi (Utah)
Lehi (en anglais [ˈliːhaɪ]) est une ville du comté d'Utah, en Utah, aux États-Unis, ainsi nommée en l'honneur de Lehi (en), un prophète du Livre de Mormon. Sa population s’élevait à 47 407 habitants lors du recensement de 2010, estimée à 62 712 habitants en 2017.